# Kvie källmyr
Kvie källmyr är ett naturreservat i Lojsta socken och Fardhems socken i Region Gotland på Gotland.
Området är naturskyddat sedan 2004 och är 32 hektar stort. Reservatet består av en källbäck med omgivande våtmarker och skog och med en agmyr i söder. 